# Autoprotoliză
Autoprotoliza este un proces de transfer de proton (protonare-deprotonare) la echilibru chimic ce are loc între două molecule identice, astfel încât una se comportă ca un acid Brønsted, eliberând un proton, iar cealaltă ca o bază Brønsted, acceptând un proton. De exemplu în cazul apei, un solvent frecvent folosit, reacția de auto-ionizare este:
2H
2O  OH−
 + H
3O+

Alte exemple sunt amoniacul în formă pură:
2NH
3  NH−
2 (ion amidură) + NH+
4 (ion amoniu)
acidul acetic:
2CH
3COOH  CH
3COO−
 (ion acetat) + CH
3COOH+
2 (ion acetoxoniu)
etanolul:
2CH
3CH
2OH  CH
3CH
2O−
 (ion etoxid) + CH
3CH
2OH+
2 (ion etoxoniu)
Anionul amidură este o bază mult mai tare decât anionul etoxid.
Similar amoniacului, aminele primare și secundare se pot autoprotoliza cu producere de ioni alchilamoniu sau arilamoniu și alchilamidură sau arilamidură.
2RNH
2  RNH−
 (ion alchil(aril)amidură) + RNH+
3 (ion alchil(aril)amoniu) pentru amine primare